# OX (artiste)
OX est un plasticien français, né à Troyes en 1963. Il vit et travaille à Bagnolet.

## Biographie
Après des études d'arts plastiques aux Arts Décoratifs de Paris, il cofonde le collectif Les Frères Ripoulin, ce qui en fait un des pionniers de l'art urbain en France. Le groupe est constitué des artistes Bla+Bla+Bla, Claude Closky, Jean Faucheur, Manhu, Pierre Huyghe, Stéphane Trois carrés et Nina Childress. Ils peignent sur des affiches qu'ils collent ensuite sur des murs ou des panneaux publicitaires.
Leur nom vient de la célèbre marque de peinture qu'ils utilisent pour peindre les affiches (Ripolin) modifié par l'ajout du "u" de ripou, le verlan de pourri. Leur démarche d'affichage sauvage s'inscrit dans un mouvement émergent plus vaste que l'on nommera le Street Art.
Le principal affichage à lieu en juin 1984 à la station de métro Dupleix : il couvre la vingtaine de panneaux de la station.
Avec les Ripoulin, OX expose également à la galerie du Jour Agnès b qui vient d'ouvrir, puis à la Tony Shafrazi gallery à New York en 1985.
Le groupe qui s'était formé autour de la pratique de la penture et de l'affichage se dissout officiellement en 1987.
À partir de 2005, OX entreprend des collages beaucoup plus réguliers et il approfondit son approche contextuelle, s'inspirant de l'architecture et du paysage urbain. En 2007, il fut l'un des premiers invité de l'association Le MUR, une association qui promeut les arts urbains en invitant des artistes à exposer en extérieur.
En 2013, le Centre Pompidou l'invite à intervenir sur sa façade dans le cadre de Ex-Situ, ateliers participatifs organisés par le Studio 13/16, avec RERO, Ludo, Vhils, JonOne, YZ, Mark Jenkins.
La même année, une première monographie, Collages contextuels, lui est consacrée chez Critères. La seconde, Affichage Libre, est publiée en 2015 et distribuée par Gestalten (en). Ce livre décrit 30 ans de carrière, mettant l'accent sur son travail d'affichage.
Il prend part à des expositions collectives: Fabien Castanier Gallery à Los Angeles en 2016, UrbanArt Biennale à Völklingen sur le site métallurgique classé par l'Unesco en 2017 et au Street art Museum de St Petersbourg en 2019. Sont également exposées plusieurs de ses peintures datant des années 80 à la Fondation Leclerc à Landerneau pour l'exposition Libres figurations en 2019.

Le festival Rouen impressionnée lui propose de peindre un pavillon en 2020.
A l'initiative du festival Teenage Kicks qui l'invite la même année, il partage le patio du Musée des Beaux-Arts de Rennes en 2021 avec IPIN.
Il participe à la rétrospective 40 ans sur nos murs à la FAB Agnès b.
En 2022, il utilise le papier découpé pour deux installations à Bordeaux (Les Pionniers du street art) et à Niort, dans le cadre du festival Le 4eme Mur.
Il réside à la Cité des Arts de la rue à Marseille pour une performance avec Le MUR du fond et une autre avec la FAI-AR.

## Monographies
(fr + en + de) OX, Affichage libre, Die Gestalten Editions, 1er mars 2015 (EAN 9783899555776)
OX, Collages contextuels, Critères éditions, 2013, 72 p. (ISBN 2917829826)

## Expositions

### Expositions personnelles
- Prospectus, Niort, 2022
- Sans titre-1, Galerie Celal, Paris, 2018
- Tout doit disparaître, New Square Gallery, Lille, 2015
- Échantillons, Openwalls Gallery Berlin, 2015
- OXhoch, Galerie Xhoch 4, Munich, 2011
- Espeis gallery, Brooklyn, 2009
- OX Expo, Bagnolet, 2005
- Galerie les Singuliers, Paris, 2001
- Espace Chateauneuf, Tours, 2000
- Galerie les Singuliers, Paris, 1999
- Galerie Polaris, Paris, 1994
- Galerie Point Rouge, Paris, 1992
- Galerie PYLM, Paris, 1991
- Galerie Lavignes Bastille, Paris, 1987

### Installations In-Situ
- Mille formes, Clermont-Ferrand, 2022
- Sur nos murs, Galerie Agnès B., Paris, 2021
- Le 109, Nice, 2021
- Rouen Impressionnée, 2020
- Madrid Street Art Project, Madrid, 2019
- Le Musée Dehors, Caen, 2018
- MS Artsville, Hambourg, 2018
- Le MUR, Saint-Étienne, 2017
- Centre Ken Saro Wiwa, Paris
- WIP la Vilette, Paris, 2013
- Centre Pompidou, Paris, 2013
- Artaq, Angers, 2012
- Le MUR Paris, 2008
- Le MUR, Paris, 2007

### Expositions collectives
- Les Pionniers du street art, Institut Magrez, Bordeaux, 2022
- OX/IPIN, Musée des Beaux-Arts de Rennes, 2021
- Les univers parallèles, Katowice, 2021
- L'essentiel, Paris, 2021
- UrbanArt Biennale, Völklingen, 2019
- Street Art Museum, Saint Petersbourg, 2019
- Kölner Liste, Cologne, 2017
- Abstract-realism, Auffenfaust Gallery, Hambourg, 2017
- UrbanArt Biennale, Völklingen, 2017
- Urban abstract, Mini galerie Amsterdam, 2017
- Transborder, Fabien Castanier Gallery Los Angeles, 2016
- Oxymores, Ministère de la culture, Paris, 2015
- Mapping the City, Somerset House Londres, 2015
- Openwalls, Berlin, 2014
- Laszlo Biro, Rome, 2014
- Galerie du jour Agnès b., Paris, 2012
- New Square Gallery, Lille, 2013
- Artaq, Angers, 2012
- Billboard art project, Cal, 2011
- Living Walls, Atlanta, 2011
- Portobello Film Festival, Londres, 2006
- Portobello Film Festival, Londres, 2005
- CNEAI, Chatou, 2002
- Galerie les Singuliers, Paris, 1998
- CCBP, Bazouges, 1997
- Galerie Michel Pommier, Tours, 1996
- Galerie PYLM, Paris, 1993
- Foire internationale, Nantes, 1990
- Biennale de la Jeune Peinture, Cannes/Girona, 1989
- Halles Sud, Genève, 1988
- Les allumés de la télé, Grande Halle, Paris, 1987
- Les médias peintres, Rennes, 1986
- Mach 2, Paris, 1985
- Tony Shafrazi Gallery, New York, 1985
- Galerie du jour Agnès B., Paris, 1984

### Festivals d'art urbain
- Post Festival, Grand-Quevilly, 2022
- Teenage Kicks, Rennes, 2021
- Bien Urbain, Besançon, 2021
- Stenographia, Yekaterinbourg, 2020
- Nuart Festival, Stavanger, 2019
- Porto Franco, Ivano-Frankivsk, 2018
- Palma Festival, Caen, 2018
- Bien Urbain, Besançon, 2013
- Bien Urbain, Besançon, 2011
- Black River Festival Vienne, 2010